# Toll Collect
Die Toll Collect GmbH mit Sitz in Berlin ist ein öffentliches Unternehmen im hundertprozentigen Besitz der Bundesrepublik Deutschland.
Auftrag des Unternehmens ist es, ein System zur Einnahme der Lkw-Maut auf deutschen Autobahnen aufzubauen, zu betreiben und die fälligen Gebühren abzurechnen.

## Geschichte

### Ausschreibung und Inbetriebnahme
Toll Collect wurde im März 2002 als Gemeinschaftsunternehmen der Deutschen Telekom (45%iger Gesellschafteranteil), Daimler (45 %; über Daimler Financial Services) und der französischen Vinci-Gruppe (10 % (über die Tochter Cofiroute)) gegründet. Die beteiligten Firmen nahmen als Bietergemeinschaft ETC (Electronic Toll Collect) an der Ausschreibung für das Mautsystem teil; Cofiroute war einbezogen worden, weil von den Bewerbern Erfahrung mit vergleichbaren Projekten verlangt worden war.
Im Juli 2002 erhielt das Konsortium den Zuschlag, am 20. September 2002 unterzeichnete Verkehrsminister Kurt Bodewig (SPD) den Vertrag mit Toll Collect. Für den Betrieb des Mautsystems sollte Toll Collect zwölf Jahre lang jährlich circa 650 Millionen Euro aus den Mauteinnahmen erhalten.
Der ursprünglich zum 31. August 2003 geplante Starttermin konnte von Toll Collect nicht eingehalten werden. Nachdem ihnen beschönigende bzw. hinhaltende Aussagen vorgeworfen worden waren, wurden der Geschäftsführer Michael Rummel sowie der Aufsichtsratsvorsitzende Klaus Mangold im Oktober 2003 abgesetzt. Neuer Geschäftsführer wurde der Viag-Interkom-Manager Hans-Burghardt Ziermann, neuer Aufsichtsratsvorsitzender ab Dezember Peter Mihatsch. Sie wurden im März 2004 bereits wieder abgelöst. Nach der erfolgreichen Durchführung des Probebetriebs erteilte das Bundesamt für Güterverkehr (BAG) am 15. Dezember 2004 die „Besondere Vorläufige Betriebserlaubnis“ (BVBe). Der offizielle Start der Bemautung fand, in vorerst technisch reduzierter Form, am 1. Januar 2005 statt. Seit 1. Januar 2006 läuft das System mit der vollen Funktionalität.

### Hintergrund des satellitengestützten Mautsystems
Grundsätzlich muss jeder Lkw auf bundesdeutschen Autobahnen eine von mehreren Parametern abhängige Maut zahlen. Zahlbar ist die Maut auf verschiedenen Wegen. Zum einen kann über das Internet eine bestimmte Strecke vor Fahrtantritt gebucht werden, zum anderen kann die Maut auch an sogenannten Mautstellen-Terminals bezahlt werden. Dritter und eigentlich bevorzugter Weg ist die vollautomatische Abrechnung durch den Einsatz des GPS-Systems, die den Einbau von sogenannten On-Board-Units (OBU) erforderlich macht. Mit dem Start des Lkw schaltet sich die OBU ein und lokalisiert die Position des Fahrzeugs mittels Satellitennavigation. Die dabei gesammelten Daten werden per Mobilfunk in ein Rechenzentrum übermittelt und dort für die Rechnungsstellung verarbeitet.

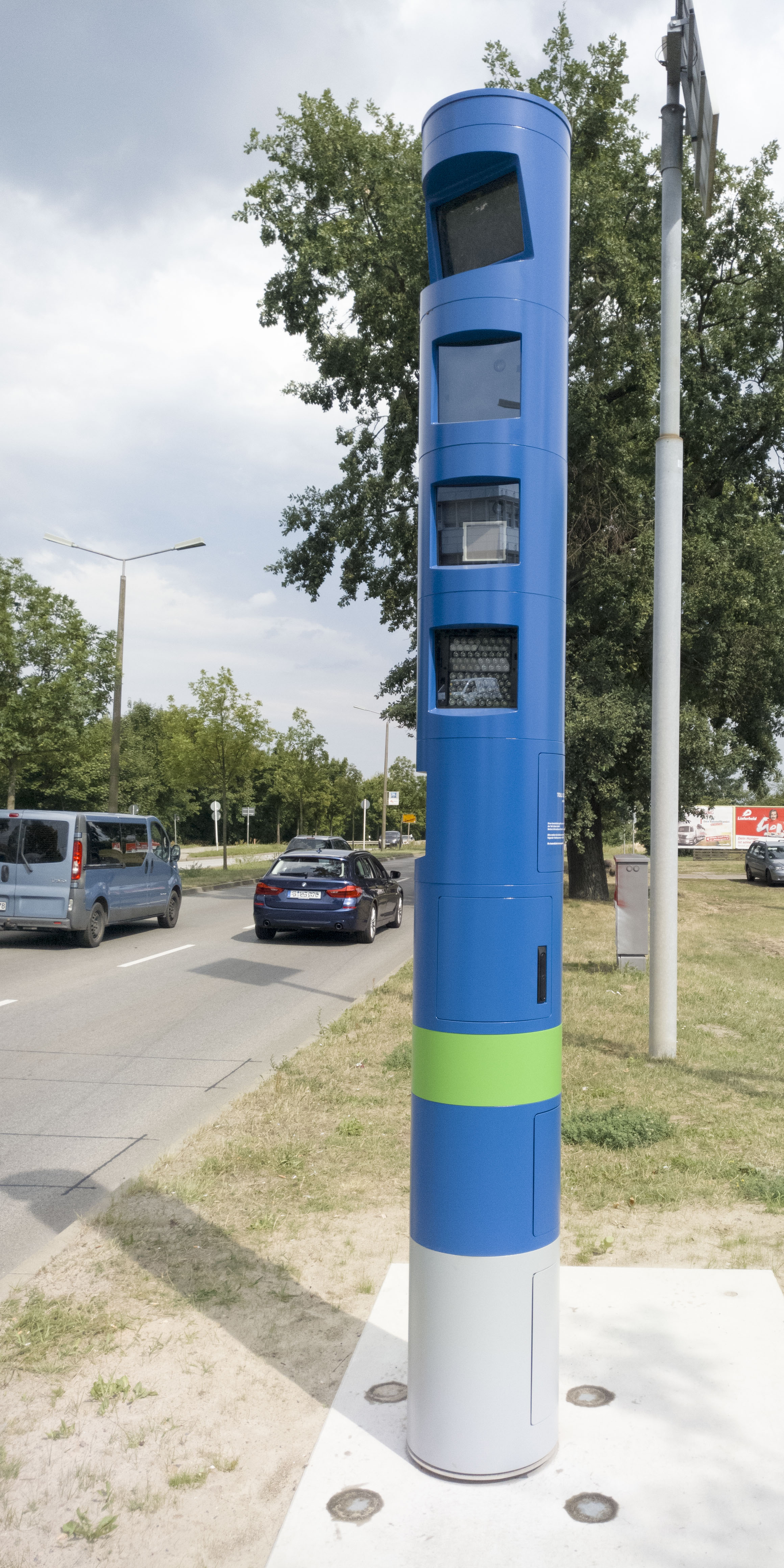
Eine Mautüberwachungssäule, die 2018 an einer Bundesstraße von Toll Collect aufgestellt wurde

Um zu verhindern, dass Mautzahlungen unterschlagen werden (z. B. durch einfaches Ausschalten der OBUs), werden zum einen Lkws an den ca. 300 Kontrollbrücken fotografiert, zum anderen durch ca. 450 mobile Kontrollstellen überprüft. Die gewonnenen Daten werden mit den Daten im Zentralcomputer abgeglichen und ggf. entsprechende Maßnahmen eingeleitet. Die Beanstandungsquote beläuft sich insgesamt auf dauerhaft unter 1 %.
Mit der Ausweitung der Mautpflicht auf die Bundesstraßen wurden 2018 zusätzlich Kontrollsäulen in markanter blauer Farbe an Bundesstraßen aufgestellt. Die Farbgebung soll eine Unterscheidung von Geschwindigkeitsblitzern ermöglichen.
Der Export der Technologie entwickelt sich enttäuschend. Zu letzterem Zweck gründete die Deutsche Telekom 2006 die Tochter Satellic, die seit 2016 die belgische LKW-Maut erhebt.

### Betreibererlöse und -boni
Zwischen 2007 und 2014 erhielt Toll Collect 185 Millionen Euro an Boni für die Autobahnen, dazu kamen bis zu 42 Millionen Euro für Bundesstraßen. Die den Boni zu Grunde liegenden Ziele ließen sich laut einem Bericht einfach erreichen. Aus dem ersten Vertrag, der ab 2002 zwölf Jahre lang galt, erhielt Toll Collect über eine Milliarde Euro, womit Kapitalkosten und das unternehmerische Risiko abgedeckt werden. Darüber hinaus erhielt Toll Collect für den normalen Betrieb des Systems Boni in Höhe von mehr als 20 Millionen Euro pro Jahr. Für Gesamterfassungs- und -aufdeckungsraten von 100 Prozent erhielt Toll Collect im Geschäftsjahr 2013/2014 einen Bonus von 30 Millionen Euro.
Laut einem unter Verschluss gehaltenen Wirtschaftsprüfungsbericht im Auftrag eines Schiedsgerichts stellten Telekom und Daimler im Geschäftsjahr 2004/2005 211 Millionen Euro zu viel in Rechnung. Im Jahr 2008/2009 sollen es 83 Mio. Euro gewesen sein, 2012/2013 4 Mio. Euro. Weitere Geschäftsjahre wurden nicht geprüft.
Am 27. März 2012 unterzeichneten Vertreter des Bundes und Toll Collect in Berlin die Vereinbarung über die Erhebung von Maut auf Bundesstraßen. Toll Collect erhielt neben den Betriebskosten jährlich eine garantierte Rendite von fünf Millionen Euro sowie eine „erfolgsabhängige Prämie“, die in den kommenden Jahren bis zu 42 Millionen Euro zusätzlich einbringen sollte. Nach einer internen Kalkulation aus der Zeit des Vertragsabschlusses rechnete das Konsortium mit einem jährlichen Gewinn vor Zinsen und Steuern in Höhe von rund 30 Millionen Euro. Dem standen jährliche Betriebskosten von 5,3 Millionen Euro gegenüber. Nach der Ende 2014 geschlossenen Vereinbarung über die Erhebung von Maut auf weiteren Bundesstraßen erhielt das Konsortium fortan für die Mauterhebung auf weiteren 1.100 Kilometern Bundesstraßen eine zusätzliche Vergütung von 3,3 Millionen pro Jahr sowie eine Rendite in gleicher Höhe. Diese Ausweitung der Mautpflicht auf zweistreifige Bundesstraßen ging auf eine Initiative von Bundesverkehrsminister Ramsauer aus dem Jahr 2011 zurück, um zusätzliche Einnahmen für den Verkehrsetat zu generieren.

## Unternehmen
Das Unternehmen Toll Collect (englisch to collect toll „Maut einsammeln“ von lateinisch telonium „Zollstätte“) beschäftigte 2022 insgesamt rund 650 Mitarbeiter in Berlin sowie an den Standorten Langenhagen, Nürnberg, Pforzheim und Potsdam.

### Betrieb

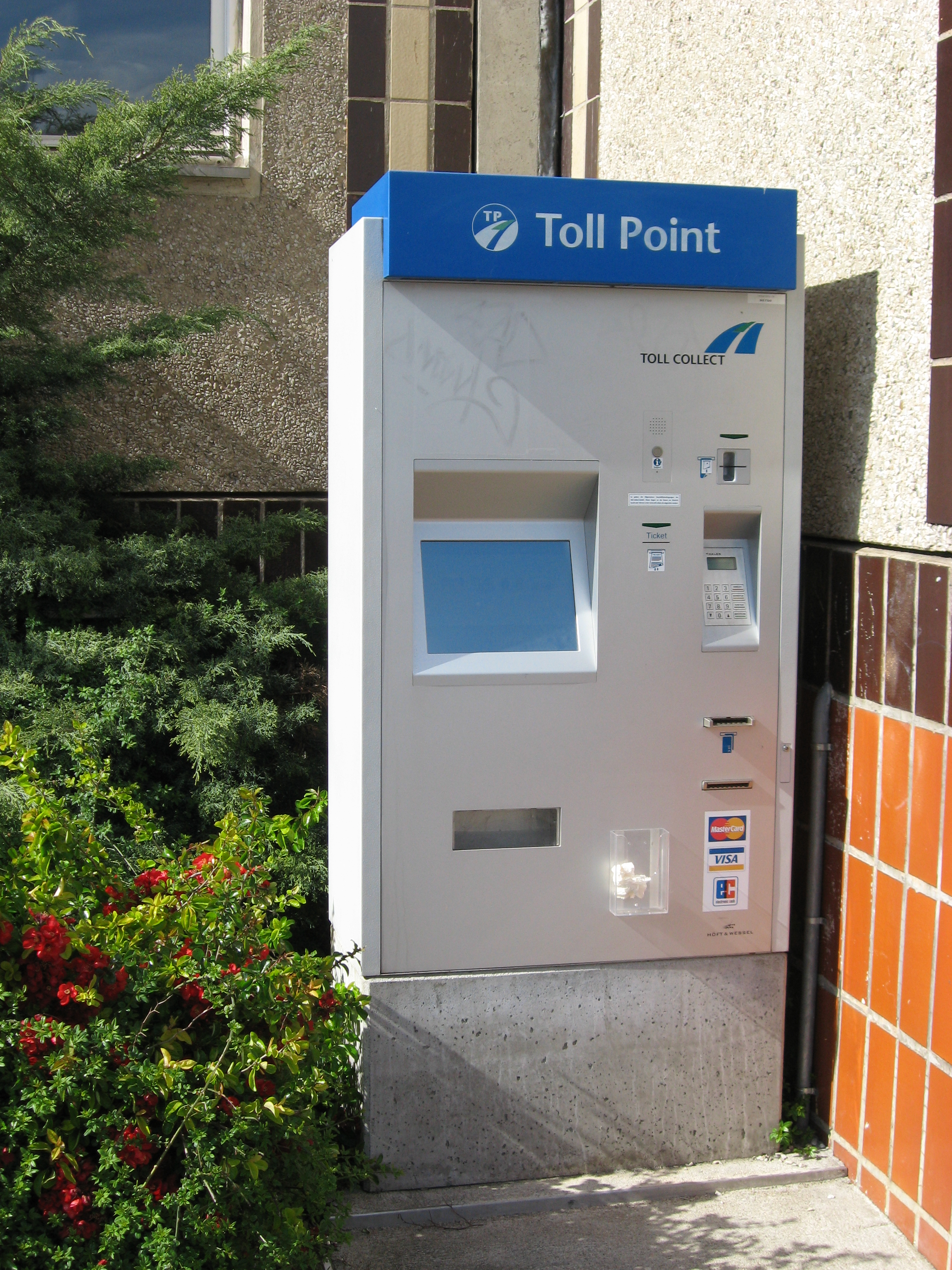
Autonomes Mautstellenterminal von Toll Collect

Die Mautverträge in Deutschland hatten zunächst eine Laufzeit bis August 2015. Der Bund konnte den Vertrag bis zu dreimal für je ein Jahr verlängern. Daneben wurde eine Übernahme der Gesellschaft durch den Bund sowie eine Neuausschreibung des Mautsystems erwogen. Laut einem Medienbericht habe der Bund erwogen, mangels Alternativen, das Unternehmen vorübergehend zu übernehmen.
Nach Angaben aus Verhandlungskreisen hatte Daimler kein Interesse mehr an Toll Collect, während die Telekom beteiligt bleiben wollte.
Laut Angaben des Bundes böte die Verlängerung des Vertrags den Vorteil, dass der Bund das bestehende und von ihm finanzierte Erhebungssystem weiter nutzen könne und die Risiken des Mautbetriebs weiterhin bei einem privaten Betreiber lägen. Darüber hinaus könne nur mit einer Vertragsverlängerung die beabsichtigte Mautausweitung im Jahr 2015 umgesetzt werden. Die Mautpflicht soll zum 1. Juli 2015 auf weitere rund 1100 km vierstreifige Bundesstraßen erweitert und die Mautpflichtgrenze zum 1. Oktober 2015 von 12 auf 7,5 t zulässiges Gesamtgewicht abgesenkt werden. Weiterhin ist die Einführung zweier weiterer Achsklassen vorgesehen. Mit den beiden erstgenannten Maßnahmen sollen 2015 rund 115 Millionen Euro und in den Jahren 2016 und 2017 rund 380 Millionen Euro Einnahmen erzielt werden.
Beim Bundesamt für Güterverkehr wird durch die beiden erstgenannten Maßnahmen mit einmaligen und jährlichen Kosten von jeweils und 15 Millionen Euro aus.
Der Bund entschied nach eigenen Angaben Mitte November 2014, den Mautbetreibervertrag mit Toll Collect um drei Jahre bis zum 31. August 2018 zu verlängern. Gleichzeitig sei mit Toll Collect Einvernehmen über die ab 1. Juli 2015 geplante Ausweitung der Lkw-Maut auf Bundesstraßen und die Absenkung der Mautpflichtgrenze auf 7,5 Tonnen erzielt worden. Die Betreibervergütung bleibe auf dem bisherigen Niveau, Toll Collect hafte weiterhin unbeschränkt für Mautausfälle auf Autobahnen und eine Option des Bundes zur Übernahme der Geschäftsanteile an der Toll Collect GmbH bleibe bestehen. Nach der Vereinbarung über die Erhebung von Maut auf weiteren Bundesstraßen erhält das Konsortium dafür eine Verfügung von 3,3 Millionen pro Jahr sowie eine Rendite in gleicher Höhe.
Im Mai 2016 wurde bekannt, dass Toll Collect den Auftrag zur Ausweitung des Mautsystems erhalten soll. Für die Bemautung weiterer 40.000 Kilometer sollen in den Jahren 2017 und 2018 insgesamt 503 Millionen Euro ausgegeben werden.
Seit 1. September 2018 gehört die Gesellschaft Toll Collect der Bundesrepublik Deutschland, vertreten durch das Bundesministerium für Digitales und Verkehr. Das Vergabeverfahren zur erneuten Privatisierung von Toll Collect sollte nach den Planungen des Bundesministerium bis Ende des Jahres 2018 abgeschlossen werden. Der Interims-Betreibervertrag sollte automatisch am 28. Februar 2019 enden. Im Anschluss sollte erneut ein privates Unternehmen/Konsortium das Lkw-Maut-System bis 2031 betreiben. Hierfür hatte die Bundesregierung im Bundeshaushalt ab 2019 für jedes Jahr Ausgaben für den Betrieb des Lkw-Maut-Systems in Höhe von 800 Millionen Euro vorgesehen. Der Bundesrechnungshof legte dem Deutschen Bundestag am 26. Oktober 2018 einen Bericht zu seiner Überprüfung der vorläufigen Wirtschaftlichkeitsuntersuchung für das Vergabeverfahren zur erneuten Privatisierung von Toll Collect vor und übte Kritik an der Wirtschaftlichkeitsuntersuchung, die das BMVI 2016 in Auftrag gegeben hatte und als Entscheidungsgrundlage der Bundesregierung für die erneute Privatisierung von Toll Collect dient. Laut Angaben des BMVI hätten sich die Grundlagen der Wirtschaftlichkeitsrechnung, die zunächst einen Weiterbetrieb durch einen privaten Betreiber favorisiert hatte, zwischenzeitlich verändert.
Journalisten führten den Verbleib der Toll Collect beim Bund in Veröffentlichungen vom Dezember 2019 jedoch auf die Vertragsabschlüsse von Verkehrsminister Andreas Scheuer mit Industrievertretern zur gescheiterten PKW-Maut im Dezember 2018 zurück und bewerteten auch die Rolle des Staatssekretärs und späteren Toll Collect Chefs Gerhard Schulz kritisch. Demnach sei wohl die Bereitstellung von Teilen der Toll Collect-Infrastruktur den damaligen Vertragspartnern Scheuers schon zugesichert worden, bevor das Bieterverfahren zur Toll Collect Privatisierung im Januar 2019 überhaupt offiziell beendet wurde.

## Kontroversen
Verhandlungen und Vereinbarungen sind geheim und werden auch gegenüber den Abgeordneten des Deutschen Bundestages unter Verschluss gehalten. 2009 wurde ein Großteil des rund 17.000 Seiten umfassenden Vertrags von 2002 von Stern und Wikileaks veröffentlicht. Die langjährige weitgehende Geheimhaltung der Vertragsinhalte gegenüber den Parlamentariern und Kontrollgremien wurde vielfach kritisiert.
Kritisiert wurde auch die vom Verkehrsministerium versäumte zeitgerechte Ausschreibung, um ggf. nach Vertragsende das System an einen anderen Betreiber übergeben zu können.
Weitere Kritik richtet sich gegen die hohe Systemkomplexität und das grundlegende Konzept, das durch die Beschränkung auf Autobahnen und einzelne Bundesstraßenabschnitte die Umweltbelastungen in Nebenstraßen drängt und dadurch erhöht. So haben 2004 drei Bremer Schüler des Vegesacker Gymnasiums in unter drei Wochen ein System entwickelt, das zum damaligen Zeitpunkt – und im Gegensatz zu Toll Collect – nicht nur funktionierte, sondern auch deutlich günstiger war. Da in das ursprüngliche Konzept allerdings „schon zu viel Geld investiert worden“ sei, zeigte das Unternehmen kein weiteres Interesse. So blieb es für die Drei beim Sieg im Landesausscheid von Jugend Forscht im Bereich Geo- und Raumwissenschaften.
Am 10. Mai 2017 kam es zu einer Hausdurchsuchung in der Toll-Collect-Firmenzentrale in Berlin. Anlass der Durchsuchungen war der Verdacht des schweren Abrechnungsbetrugs durch einige Mitarbeiter des Betreibers. Ausgangspunkt sei die Umsetzung eines Vertrages aus dem Jahr 2012, bei der eine Erweiterung der Mauterhebung auf weiteren 1100 km Bundesstraßen durchgeführt wurde, die durch eine „bewusst überhöhte Kalkulation“ zu einem Rückfluss in Millionenhöhe geführt haben soll. Auslöser des Ermittlungsverfahrens sei die Anzeige eines früheren Mitarbeiters von Toll Collect gewesen. Toll Collect hatte diesen Mitarbeiter zunächst erfolglos entlassen, isolierte ihn aber anschließend.
Nach einer anonymen Strafanzeige nahmen Staatsanwaltschaft und Landeskriminalamt Berlin Ende 2016 Ermittlungen gegen zwei Manager und einen ehemaligen Mitarbeiter von Toll Collect auf. Aus internen Mails, Verträgen und Excel-Tabellen wurde ersichtlich, dass das Unternehmen im Zuge der Mautausweitung auf zweistreifige Bundesstraßen bei jährlichen tatsächlichen Betriebskosten von etwa zwei Millionen Euro, dem Bund Betriebskosten von fünf Millionen Euro in Rechnung gestellt hatte.
Der damalige Staatssekretär Gerhard Schulz (heutiger Leiter von Toll Collect) intervenierte bei dem Ermittlungsverfahren gegen Toll Collect als Beamter des Verkehrsministeriums persönlich bei dem ermittelnden Staatsanwalt. Das Ermittlungsverfahren käme Schulz zufolge zu einem sensiblen Zeitpunkt, da eine mögliche Vertragsverlängerung mit Toll Collect anstehe. Später sagte Schulz als Zeuge vor der Staatsanwaltschaft aus und bezeichnete die überhöhten und fragwürdigen Abrechnungen an den Bund als angemessen.
Die Staatsanwaltschaft Berlin stellte 2018 die Ermittlungen ein.

### Wettbewerbsrechtliche Bedenken
Die EU-Wettbewerbshüter hatten 2002 Bedenken gegen Teile des Toll-Collect-Businessplans. Das Mautsystem und die damit verbundenen sogenannten Mehrwertdienste wie Lkw-Ortung und Textübermittlung hätten Daimler zu einer marktbeherrschenden Stellung bei Telematiksystemen für Transport und Logistik verhelfen können. Der Konzern hätte nach Ansicht der EU-Behörden über die Beteiligung an Toll Collect den Zugang anderer Telematik-Dienstleister zu den On-Board-Unit (OBU) genannten Bordgeräten kontrollieren können. Um die EU-Genehmigung zu erhalten, waren Daimler und die Deutsche Telekom gezwungen, mehrere Auflagen zu akzeptieren. So darf die für Mehrwertdienste wie Verkehrsflussanalysen und Wegweisungshilfen gegründete Gesellschaft Telematics Gateway nicht von der Daimler und/oder der Deutschen Telekom kontrolliert werden. Die Bordgeräte müssen zudem auch mit Systemen anderer Hersteller kombinierbar sein.

### Schiedsverfahren
Im Juli 2005 ließ das damalige Bundesministerium für Verkehr, Bau und Wohnungswesen Klage gegen das Maut-Konsortium vor einem Schiedsgericht einreichen. Als Schiedsrichter wurden benannt der damalige Präsident des Bundesgerichtshofs Günter Hirsch (Vorsitzender), Horst Eidenmüller (benannt vom Bund) und Claus-Wilhelm Canaris (benannt von den Toll-Collect-Gesellschaftern). Toll Collect wird vorgeworfen, den Bund bewusst im Unklaren über die Probleme bei der Entwicklung und die damit verbundenen Verzögerungen sowie Einnahmeausfälle gelassen zu haben. Aufgrund diverser technischer Schwierigkeiten konnte das System Anfang 2005 erst mit 16 Monaten Verspätung in Betrieb genommen werden. „Die Betreiber haben den Bund getäuscht, indem sie Zusagen zu den Terminen der Inbetriebnahme teils in der Kenntnis der Verzögerungen und teils ohne hinreichende Grundlage ins Blaue hinein, also arglistig, abgegeben haben“, heißt es. 1,6 Milliarden Euro Vertragsstrafen sowie 3,5 Milliarden Euro Einnahmeausfälle wurden geltend gemacht. Der Streitwert des Schiedsverfahrens ist inzwischen mit Zinsen auf rund sieben Milliarden Euro angewachsen. Das Betreiberkonsortium macht im Gegenzug rund eine Milliarde Euro geltend, die bislang vom Bund einbehalten wurden. Im Dezember 2012 übernahm mit Wolfgang Nitsche ein neuer Richter das Verfahren.
Ab 30. September 2013, in der Woche nach der Bundestagswahl, sollte in München das Schiedsgericht erneut zusammenkommen (Stand: Juli 2013). Nach sechs Verhandlungstagen sollte eine Entscheidung und damit ein Schlussstrich unter den achtjährigen Streit gezogen werden. Nach Angaben der Bundesregierung liefen im April 2014 zwei Schiedsgerichtsverfahren: Im ersten Verfahren – der Bund gegen Toll Collect GbR und deren Konsorten Deutsche Telekom AG und Daimler Financial Services AG wegen Schadenersatz und Vertragsstrafe – war für Mai 2014 eine erste mündliche Verhandlung vorgesehen. Im zweiten Verfahren – Betreibergesellschaft Toll Collect GmbH gegen den Bund wegen Betreibervergütung – war vor demselben Schiedsgericht die nächste mündliche Verhandlung im September/Oktober 2014 vorgesehen.
Im Mai 2018 einigten sich die Vertragsparteien auf eine Zahlung von 3,2 Mrd. Euro an die Bundesrepublik. Mit der Zustimmung des Schiedsgerichtes zu dieser Einigung wurde das Schiedsverfahren nach 13 Jahren im Juli 2018 beendet.